# La Teniente
La Teniente es una serie de televisión dramática mexicana creada y producida por Benjamín Salinas y Roberto González para TV Azteca. Está protagonizada por la colombiana María Fernanda Yepes como el personaje titular y el chileno Matias Novoa.  
Se estrenó en Azteca 7 el 24 de septiembre de 2012 y concluyó el 1 de noviembre de 2012.

## Argumento
La serie narra las historias que le suceden a un escuadrón de las fuerzas especiales de la Marina Armada Mexicana, en el que la teniente Roberta Ballesteros, graduada con los más altos honores de la academia militar, tiene que demostrar que vale tanto como los oficiales hombres. muestra los desafíos que enfrenta su ingreso inmediato y emocional en la unidad de Operaciones Especiales de élite después de una violenta tragedia en el grupo. La serie sigue su asimilación en la unidad, que está llena de drama, acción, triángulos amorosos, héroes y familia. Las historias de La Tenientes a menudo reflejan desafíos de la vida real con los que la Armada mexicana se enfrenta al proteger a sus ciudadanos, como la detención de narcotraficantes y traficantes de personas, desastres, supersticiones, política y corrupción, estos son solo algunos de los desafíos que enfrentan la Teniente Roberta Ballesteros y equipo se enfrentará durante esta serie llena de acción.

## Reparto

### Reparto principal
- María Fernanda Yépes - Teniente Roberta Ballesteros
- Matías Novoa - Teniente Nicolás Alejo
- Héctor Arredondo - Capitán Antonio Volante
- Armando Torrea - Teniente Adán Peña
- Sylvia Sáenz - Teniente Luz 'Lucy' Idalia Contreras
- Fernando Sarfatti - Comodoro Francisco Reygadas
- Víctor González - Teniente Juan Alejo
- Jorge Luis Vázquez - Teniente de Navío Alexis Madariaga
- JuanMa Muñoz - Teniente Darío Zunino
- Juan Martín Jáuregui - Bruno Santoscoy

### Reparto recurrente
- Citlali Galindo - Marta
- Germán Valdés - Pedro Volante
- León Peraza - Teniente Héctor Ramos
- Coral de la Vega - Marisol
- Raúl Aranda - Contraalmirante De La Barquera
- Hugo Catalán - Javier Guerrero
- Anna Ciocchetti - Esmeralda
- Javier Díaz Dueñas - Vicealmirante Facundo Ballesteros
- Armando Torrea - Teniente Adán Peña
- Luis Cárdenas - Almirante Torreblanca
- Carmen Baqué - Isabel
- Surya MacGregor - Clara
- Valeria Lourdoguin - Gema
- Tarek Becerril - Sebastián Fernández
- Leopoldo Bernal - Capitán Miguélez
- Luis Enrique Guillén - Adán Jr. Peña
- Scarlet Bravo - Isabel Jr. Peña
- Gabriel Casanova - Capitán Francisco Bribiesca
- Adrián Herrera - Ciro Alejo
- Noe Alvarado - Ingeniero Alberto Dávalos
- Napoleon Glockner - Abogado Rodrigo Limantur
- Roberto Leyva - Abogado Jiménez
- Juan José Pucheta - Capitán Curiel
- Victor Hugo Ramirez - Porfirio
- Fabián Mejía - Orador Militar
- Hugo Albores - Herminio Mariño
- Dunia Alexandra - Guardiana
- Fernando Banda - Sergio Guerrero
- Abraham Becerril - Abogado Rocha Mendoza
- Iván Bronstein - Alonso Sánchez
- Marianna Burelli - Ania de Lucca
- Karla Alejandra Bustos - Doña Mamina
- Vico Escorcia - Rosita
- Hasiff Fadul - Omar Merino
- Néstor Galván - Dr. Armando Quintero
- Alexander Holtmann - Ambassador John McKenzie
- Juan Martín Jauregui - Bruno Santoscoy
- Hector Kotsifakis - Turco
- Angélica Magaña - Fabiola Martínez
- Audrey Moreno - Teniente Mendieta
- Enrique Muñoz - Almirante Felipe Bermúdez
- Arnoldo Picazzo - Teniente Jerónimo Lázaro
- Eduardo Reza - Teniente Artemio González
- Adrián Rodríguez - Irineo
- Pedro Sicard - Capitán 'El Cubano'
- Kristopher Torrealba - Comandante Luvio Castrejon
- Edgar Wuotto - Fabián Guarneros
- Giovanna Zacarías - Infante Victoria Máquina
- María de la Luz Zendejas - Angelina